# Roemeens
Het Roemeens (in de taal zelf: limba română, of română) is een Romaanse taal die gesproken wordt in Roemenië, Moldavië en Vojvodina. Het Roemeens is de belangrijkste vertegenwoordiger van het Balkanromaans, dat verder de talen van verschillende groepen Vlachen op de Balkan omvat. Deze worden als dialecten van het Roemeens beschouwd. Ongeveer 25 miljoen mensen hebben het Roemeens als moedertaal. Het Roemeens wordt gebruikt in een aantal organisaties (de Europese Unie en Latijnse Unie).

## Verspreiding
Door historische ontwikkelingen wonen niet alle Roemeenssprekende gemeenschappen binnen het huidige Roemenië. Onder andere door het wegvallen van de Turkse invloed in de 19e en 20e eeuw gingen de grote mogendheden Groot-Brittannië, Rusland, Frankrijk, Duitsland en Oostenrijk-Hongarije zich intensief met de regio bemoeien. Dit leidde tussen de wereldoorlogen tot Groot-Roemenië dat later weer landsdelen verloor aan omliggende landen.
Daarnaast is er door vluchtelingen van het communistische regime tot 1989 een Roemeense diaspora ontstaan en is er na de oorlog sprake van grootschalige arbeidsmigratie naar met name Italië en Spanje maar ook buiten Europa naar de Verenigde Staten en Canada.
In Roemenië zelf spreken ruim 17 miljoen mensen (90,6%) de Roemeense taal. Moldavië, een van oudsher door Roemenen bevolkt gebied dat tot 1991 onderdeel van de Sovjet-Unie was, heeft 2,5 miljoen Roemeenssprekenden. Zelf geven 2 miljoen hiervan aan dat zij Moldavisch spreken, hoewel dit taalkundig op hetzelfde neerkomt. Door russificatie is het aantal Roemeenstaligen er dalend. In het deel van Oekraïne dat vroeger bij Moldavië hoorde, vindt men 0,4 miljoen Roemeenstaligen (cijfers 2012).
Tamelijk grote Roemeenstalige gemeenschappen vindt men verder in Servië (300.000), Bulgarije (100.000) en Noord-Macedonië (10.000). Roemeense dialecten of Balkanromaanse talen vindt men in Bulgarije (200.000 Aroemeens), Griekenland (300.000 Aroemeens en Megleno-Roemeens) en in Kroatië (10.000 Istro-Roemeens). Hongarije heeft 10.000 Roemeenssprekenden in de grensregio en zo'n 100.000 in het zuiden van het land. In veel van deze landen wordt het Roemeens vaak niet als officiële taal erkend en of zijn de statistieken vervormd (cijfers 2012).
Cijfers over arbeidsmigranten die ver van huis de Roemeense taal spreken, de Roemeense diaspora, gaan richting 4 miljoen maar zijn niet volledig. Volgens de volkstelling van 2011 was sprake van 727.000 Roemenen die langer dan twee jaar in het buitenland werken. De onderzoekers gaven zelf al aan dat het aantal niet-geregistreerden vele malen groter was.
De minister van Buitenlandse Zaken Adrian Cioroianu zei in 2007 dat 10% van de Roemeense bevolking zich in het buitenland bevond. In 2008 zonden 2,8 miljoen Roemenen regelmatig geld naar hun land. Cijfers van de OESO laten zien dat in 2015/16 3,6 miljoen Roemenen in OESO landen en 10% daarbuiten verbleven. Daarmee vormden zij de 5e grootste groep migranten ter wereld.
Het Balkanromaans ten noorden van de Donau heet ook wel Daco-Romaans. Het omvat verschillende dialecten, waarbij het Moldavisch (dat aan weerszijden van de Proet wordt gesproken) door de Moldavische autoriteiten wordt opgevat als afzonderlijke taal. Vanuit taalkundig oogpunt is het echter niet meer dan een taalvariant.

## Alfabet
Tegenwoordig wordt het Roemeens in het Latijnse alfabet geschreven, maar tot 1859 werd er het cyrillische alfabet voor gebruikt. In de Moldavische SSR werd eveneens het cyrillische alfabet gebruikt.
Het Roemeens maakt gebruik van drie verschillende diakritische tekens op enkele letters (ă, â, î, ș en ț) die deels (ș en ț) in geen enkele andere schrijftaal bekend zijn (de ă wordt verder alleen in het Vietnamees gebruikt).

## Karakter
Het Roemeens bevat 10 tot 15% woorden van Slavische oorsprong, maar het Romaanse karakter overheerst. In het oude Roemeens was het Slavische element naar verhouding wat sterker, maar sinds de 19e eeuw heeft men er bewust naar gestreefd neologismen te vormen van woordstammen ontleend aan andere Romaanse talen (vooral het Frans). Kenmerkende eigenschappen waardoor het Roemeens zich van de andere Romaanse talen onderscheidt zijn:
- het behoud van twee naamvallen:
  1. één die nominatief en accusatief omvat
  2. en één die genitief en datief omvat (aangegeven met de uitgangen -lui (mannelijk enkelvoud), -ei (vrouwelijk enkelvoud) en -lor (meervoud))
- behoud van het onzijdige geslacht
- het bepalend lidwoord wordt achter het zelfstandig naamwoord geplakt (om= mens, omul = de mens)
- de vervanging van de infinitief door een "opdat"-constructie, naar het voorbeeld van "ik wil dat ik zing" in plaats van "ik wil zingen"; deze eigenaardigheid komt ook voor in andere talen van het Balkangebied, die niet verwant zijn aan het Roemeens: Albanees, Bulgaars en Nieuwgrieks.

Neacșu's brief (1521) is het oudst bewaard gebleven document in de Roemeense taal.

## Uitspraak
| Roemeense letter                      | Uitspraak                                                       | IPA |
| ------------------------------------- | --------------------------------------------------------------- | --- |
| A                                     | Zoals in het Engelse father, lange donkere a in het Nederlands  | a   |
| Ă                                     | Zoals in bezien                                                 | ə   |
| Â / Î                                 | Zoals in de, maar dieper in de keel zonder tuiten van de lippen | ɨ   |
| I                                     | Zoals in mier                                                   | i   |
| O                                     | Zoals in boot                                                   | o   |
| U                                     | Zoals in moer                                                   | u   |
| C                                     | Zoals onze 'k'                                                  | k   |
| Ce/Ci                                 | Zoals in Tsjechië                                               | tʃ  |
| Ge/Gi                                 | Zoals in jazz                                                   | dʒ  |
| G gevolgd door a, u, o of medeklinker | Duitse g, Franse g of Engelse g, zoals in guerrilla             | ɡ   |
| J                                     | Zoals in het Franse je, of het Engelse exposure                 | ʒ   |
| Ș                                     | Zoals in sjamaan                                                | ʃ   |
| Ț                                     | Zoals in tsunami                                                | ts  |

Â en Î hebben dezelfde klank die in het Nederlands niet voorkomt. Een manier om de klank te benaderen is door de mond in de positie van de 'ie' te zetten maar in plaats daarvan de 'oe' uit te spreken.